# Asparagus pendulus
Asparagus pendulus là một loài thực vật có hoa trong họ Măng tây. Loài này được (Oberm.) J.-P.Lebrun & Stork mô tả khoa học đầu tiên năm 1995.